# 乘坐民航飞机临时身份证明
乘坐民航飞机临时身份证明是由中华人民共和国民航公安机关签发的一种用于旅客实名乘机的临时身份证件。

## 申办

### 具备下列材料之一者，可以申办
- 旅客的过期、破损身份证或临时身份证原件；
- 旅客的户口簿原件及复印件；
- 旅客的中华人民共和国机动车驾驶证。
- 国内机场公安机关6个月内为旅客出具的完整的《乘坐民航飞机临时身份证明》原件。
- 旅客户籍所在地公安机关出具的户籍证明原件或者传真件。

### 具备下列材料之一者，不可以申办
- 对安检中发现冒用他人身份证件或使用伪造、变造身份证件的旅客；
- 外籍和港澳台地区的旅客；
- 非申办旅客本人；
- 根据申办人提供的材料经公安网络查实不符的或无法证实是旅客本人的；
- 无法通过公安网络查询的旅客。

## 民航临时乘机证明
常见的办理方式主要包括人工办理和自助终端办理，办理时旅客需要寻找办理窗口或终端，花费一定时间成本。现在可以通过微信申办民航临时乘机证明，方式有三种：
1. 在微信小程序中搜索点击“民航临时乘机证明”；
2. 用微信扫描小程序二维码；
3. 在微信“城市服务—交通出行”中点击“临时乘机证明”选项。

旅客登录后按照提示步骤可以很快完成申请，提交后60秒内即可获得电子防伪二维码，凭此二维码办理值机手续和接受安全检查，有效期为15天。

## 北京电子临时乘机身份证明
如果旅客在北京首都国际机场和北京南苑机场准备乘机时发现身份证遗失，可立即在手机上下载“国门公安”App，按照电子临时乘机身份证明申请和使用两个步骤操作，即可顺利通过值机、安检。